# St. Johannes von Nepomuk (Lautrach)

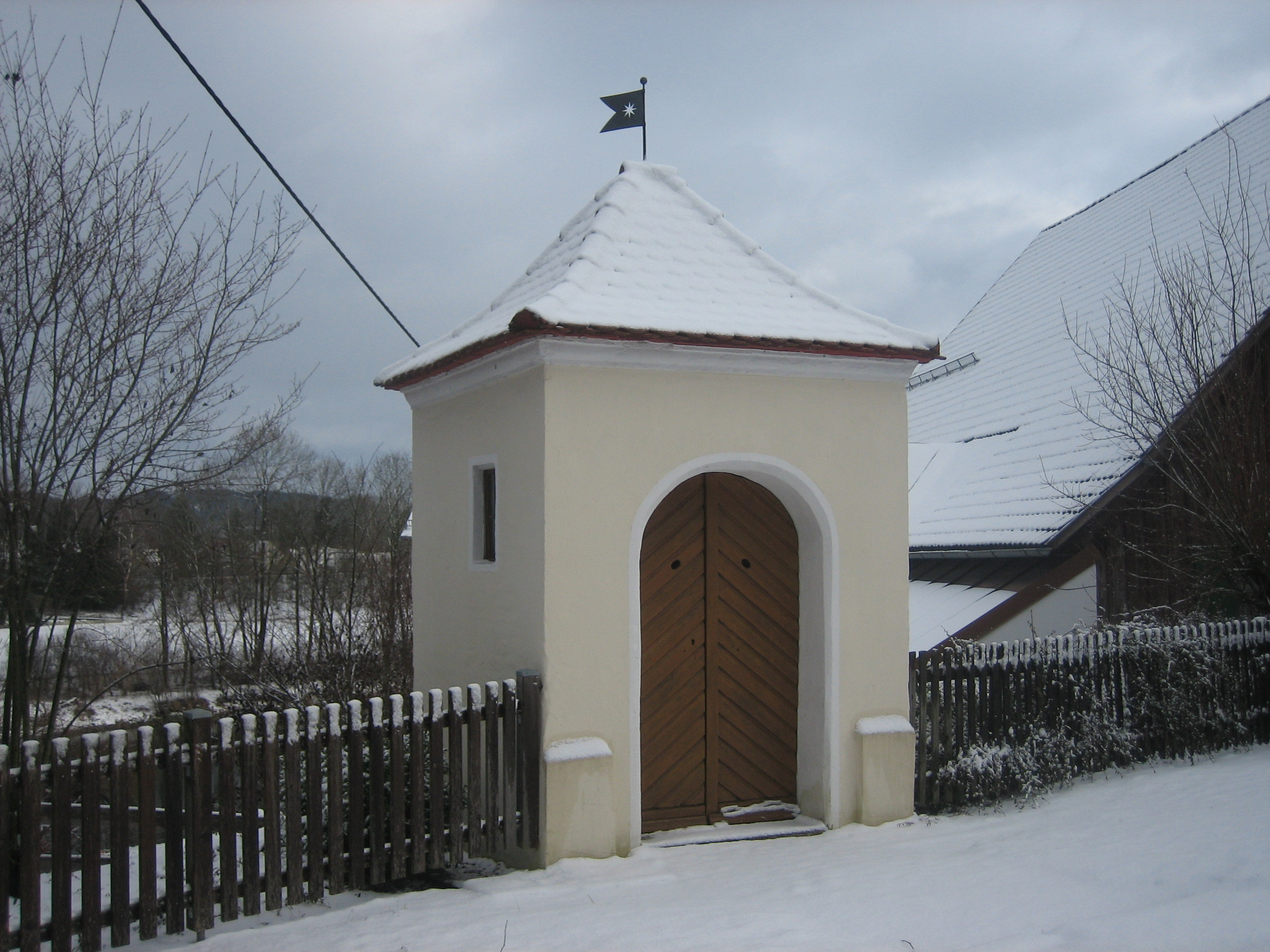
Wegkapelle St. Johannes von Nepomuk in Lautrach

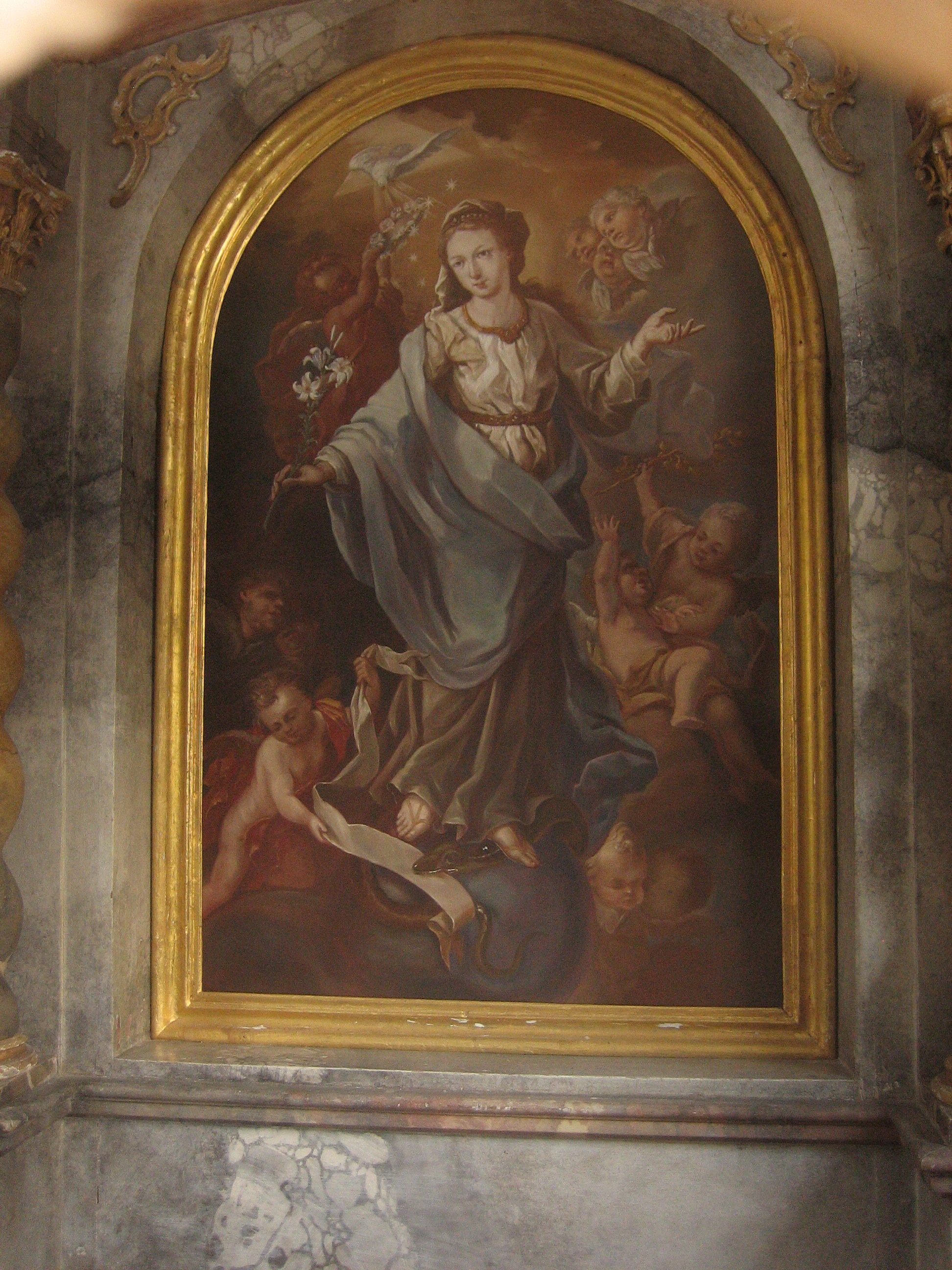
Altarbild der Wegkapelle St. Johannes von Nepomuk in Lautrach

Die römisch-katholische Kapelle St. Johannes von Nepomuk befindet sich in Lautrach im Landkreis Unterallgäu in Bayern. Die Kapelle steht unter Denkmalschutz.

## Beschreibung
Oberhalb der ehemaligen Illerbrücke von Illerbeuren nach Lautrach befindet sich die kleine quadratische Kapelle. Innen verfügt die Kapelle über ein Kreuzgratgewölbe und ist mit einem Zeltdach gedeckt. Der Altar besteht aus marmoriertem Holz und stammt aus der Zeit um 1760/1770. Das Altarbild stellt die Immaculata dar und ist mit gedrehten Freisäulen umgeben. Seitlich befinden sich zwei kleine gefasste Holzfiguren. Diese stellen den Hl. Joseph und den Hl. Sebastian dar. An der östlichen Außenseite befindet sich die gefasste Holzfigur des Hl. Johannes von Nepomuk aus der Zeit um 1660/1670.